# Дискографія Metallica
Дискографія гурту Metallica складається з одинадцяти студійних альбомів, мініальбомів, концертних альбомів, відеоальбомів та інших релізів, а також десятків пісень, що виходили як сингли або промосингли для радіо. Записи Metallica посідали перші місця в хіт-парадах та продавалися накладом у десятки мільонів примірників, досягаючи статусу мультиплатинових в США та десятках інших країн. Пісні гурту також входили до збірних альбомів різних виконавців, як то триб'ют-альбоми, саундтреки, записи концертів тощо.
Американський рок-гурт Metallica був заснований в Лос-Анджелесі 1981 року барабанщиком Ларсом Ульріхом. Дебютні демозаписи гурту поєднували стилістику гардкор-панку та нової хвилі британського важкого металу. Після змін бас-гітариста та гітариста сформувався «класичний склад» Metallica — Ларс Ульріх, Джеймс Гетфілд, Кірк Гемметт та Кліфф Бертон. Їхні пісні привернули увагу керівників незалежного лейблу Megaforce Records, і 1983 року на ньому вийшов дебютний альбом Metallica Kill 'Em All, а ще за рік — другий альбом Ride the Lightning.
Одразу після релізу Ride the Lightning Metallica підписала контракт з мейджор-лейблом Electra Records. Завдяки третій студійній платівці Master of Puppets (1986) гурт став відомим за межами метал-спільноти. Наприкінці 1986 року трагічно загинув бас-гітарист Кліфф Бертон, якого змінив Джейсон Ньюстед з Flotsam and Jetsam. В новому складі наприкінці вісімдесятих років вийшли мініальбом The $5.98 E.P. — Garage Days Re-Revisited та четверта студійна платівка …And Justice for All. На пісню «One» було знято перший відеокліп гурту, що отримав помірну ротацію на MTV.
1991 року вийшов найбільш комерційно успішний альбом гурту, який отримав назву Metallica, також відомий як «Чорний альбом». Завдяки продюсуванню Боба Рока гурт відмовився від довгих та складних композицій на користь коротших пісень, орієнтованих на радіоротацію. Платівка вперше в історії гурту очолила національний чарт Billboard 200 та супроводжувалася хітовими синглами, на кшталт «Enter Sandman» або «Wherever I May Roam». В цьому ж році пройшов найбільший концерт для гурту.
За п'ять років Metallica повернулася із альбомами Load (1996) та Reload (1997), змінивши власний імідж та наблизивши звучання до альтернативного року. 1998 року вийшов альбом бі-сайдів та кавер-версій Garage Inc., а ще за рік — концертний альбом S&M, записаний разом із Симфонічним оркестром Сан-Франциско.
На початку 2000 років Metallica опинилася в центрі уваги завдяки судовому позову проти компанії Napster, гурт залишив бас-гітарист Джейсон Ньюстед, а фронтмен Джеймс Гетфілд пройшов курс лікування від алкоголізму. Чергова студійна платівка St. Anger, що вийшла 2003 року, була записана за участі Боба Рока, що зіграв на бас-гітарі, і витримана в стилі ню-метал. Обставини запису альбому та пошуку нового бас-гітариста, яким став Роб Трухільйо з Suicidal Tendencies, лягли в основу документального фільму Some Kind of Monster, який вийшов 2004 року.
З середини 2000-х років Metallica повернулася до «класичного» звучання в жанрі треш-метал, випустивши три студійні альбоми — Death Magnetic (2008), Hardwired… To Self-Destruct (2016) та 72 Seasons (2023). Серед інших примітних релізів цього періоду — альбом Lulu (2011), записаний разом із Лу Рідом, концертний фільм Through the Never (2013), друга частина симфонічного альбому S&M2 та триб'ют-альбом The Metallica Blacklist (2021). Починаючи з 2012 року, коли сплив термін контракту із Warner Music Group, альбоми Metallica виходять на власному лейблі Blackened Recordings.

## Альбоми та сингли Metallica
| Kill 'Em All 25 липня 1983, Megaforce сингли «Jump in the Fire», «Whiplash» Ride the Lightning 27 липня 1984, Megaforce, Music for Nations, Elektra, Vertigo сингл «Creeping Death» Master of Puppets 3 березня 1986, Elektra сингл «Master of Puppets» The $5.98 E.P.: Garage Days Re-Revisited EP, кавер-альбом 21 серпня 1987, Elektra, Vertigo Cliff 'Em All відео 28 листопада 1987, Elektra …And Justice for All 7 вересня 1988, Elektra сингли «Harvester of Sorrow», «Eye of the Beholder», «One» 2 of One відео 20 червня 1989, Elektra The Good, the Bad & the Live бокс-сет 7 травня 1990, Vertigo Metallica 12 серпня 1991, Elektra сингли «Enter Sandman», «The Unforgiven», «Nothing Else Matters», «Wherever I May Roam», «Sad but True» Live at Wembley Stadium наживо 27 квітня 1992, Vertigo A Year and a Half in the Life of Metallica відео 17 листопада 1992, Elektra Live Shit: Binge & Purge наживо 23 листопада 1993, Elektra сингл «One (Live)» Load 4 червня 1996, Elektra, Vertigo сингли «Until It Sleeps», «Hero of the Day», «Mama Said», «King Nothing» Fan Can I бокс-сет 15 листопада 1996, The Metallica Club Fan Can II бокс-сет 15 листопада 1997, The Metallica Club Reload 18 листопада 1997, Elektra, Vertigo сингли «The Memory Remains», «The Unforgiven II», «Fuel», «Better than You» Live in London: Antipodean Tour Edition наживо 2 березня 1998, Vertigo, Mercury Fan Can III бокс-сет 15 листопада 1998, The Metallica Club Garage Inc. 24 листопада 1998, Elektra сингли «Turn the Page», «Whiskey in the Jar», «Die, Die My Darling» Cunning Stunts відео 24 листопада 1998, Elektra S&M наживо, відео 23 листопада 1999, Elektra, Vertigo сингли «Nothing Else Matters '99», «No Leaf Clover» | I Disappear позаальбомний сингл 26 червня 2000, Hollywood The Garage Remains the Same наживо, EP 15 листопада 2000, The Metallica Club Fan Can IV бокс-сет 15 квітня 2001, The Metallica Club Classic Album: Metallica відео 6 листопада 2001, Elektra, ILC Video St. Anger 5 червня 2003, Elektra, Vertigo сингли «St. Anger», «Frantic», «The Unnamed Feeling», «Some Kind of Monster» Some Kind of Monster EP, відео 13 липня 2004, Elektra Limited-Edition Vinyl Box Set бокс-сет 23 листопада 2004, Rhino Fan Can V бокс-сет 15 листопада 2006, The Metallica Club The Videos 1989—2004 відео 5 грудня 2006, Warner Death Magnetic 12 вересня 2008, Warner, Vertigo сингли «The Day That Never Comes», «All Nightmare Long», «Broken, Beat & Scarred» Coffin Box бокс-сет 12 вересня 2008, Vertigo The Metallica Collection бокс-сет 14 квітня 2009, Warner Français Pour Une Nuit відео 23 листопада 2009, Universal Orgullo, Pasión, y Gloria: Tres Noches en la Ciudad de México наживо, відео 30 листопада 2009, Universal Six Feet Down Under наживо, EP 20 вересня 2010, Universal The Big 4 Live from Sofia, Bulgaria наживо, відео 2 листопада 2010, Warner, Vertigo/Mercury Six Feet Down Under Part II наживо, EP 15 листопада 2010, Universal Live at Grimey's наживо, EP 26 листопада 2010, Warner Fan Can VI бокс-сет 26 листопада 2010, The Metallica Club Lulu коллаборація з Лу Рідом 1 листопада 2011, Warner, Vertigo Beyond Magnetic EP 13 грудня 2011, Warner The 30th Anniversary Celebration наживо 14 травня 2012, Warner Quebec Magnetic відео 11 грудня 2012, Blackened Metallica: Through the Never наживо, відео, саундтрек 24 вересня 2013, Blackened Freeze 'Em All наживо 8 грудня 2013, — Lords of Summer позаальбомний сингл 20 червня 2014, Blackened Liberté, Égalité, Fraternité, Metallica! наживо 15 квітня 2016, Blackened | Hardwired...To Self-Destruct 18 листопада 2016, Blackened сингли «Hardwired», «Moth into Flame», «Atlas, Rise!», «Now That We're Dead», «Spit Out the Bone» Live at Webster Hall, New York, NY — September 27th, 2016 наживо 4 травня 2017, Blackened Live at House of Vans, London, England — November 18th, 2016 наживо 31 серпня 2017, Blackened Live at Festival Hall, Osaka, Japan — November 18th 1986 наживо 10 листопада 2017, Blackened Helping...Live & Acoustic at the Masonic наживо 1 лютого 2019, Blackened Live in Chile (1993–2017) наживо 15 квітня 2020, Blackened Live in Argentina (1993-2017) наживо 18 квітня 2020, Blackened Live in Brazil (1993–2017) наживо 21 квітня 2020, Blackened Blackened 2020 позаальбомний сингл 15 травня 2020, Blackened Blackened Whiskey Batch 100 Playlist бокс-сет 18 травня 2020, Blackened S&M2 наживо, відео 28 серпня 2020, Blackened Live at Donington '87 наживо, EP 30 вересня 2020, Blackened Motherload наживо, EP 30 грудня 2020, Blackened Tribute to Chris Cornell триб'ют-альбом, EP 9 серпня 2021, Blackened The Metallica Blacklist триб'ют-альбом 10 вересня 2021, Blackened Rye the Lighting наживо 27 квітня 2022, Blackened St. Anger Live Rarities наживо, EP 13 червня 2022, Blackened Live at Bridge School Benefit 1997 наживо, EP 21 жовтня 2022, Blackened Leftlovers From The Black Album Box Set бокс-сет 1 лютого 2023, Blackened 72 Seasons 14 квітня 2023, Blackened сингли «Lux Æterna», «Screaming Suicide», «If Darkness Had a Son», «72 Seasons», «Too Far Gone?» The Amsterdam Sessions відео 14 червня 2023, Blackened |

Примітка: Хронологія не включає перевидання

## Збірки за участі Metallica
| Metal Massacre 14 червня 1982 «Hit the Lights» Rubáiyát: Elektra's 40th Anniversary 24 вересня 1990 «Stone Cold Crazy» For Those About to Rock: Monsters in Moscow 14 жовтня 1992 «Enter Sandman», «Creeping Death», «Fade to Black» — наживо The Freddie Mercury Tribute Concert 23 листопада 1993 «Enter Sandman», «Sad but True», «Nothing Else Matters», «Stone Cold Crazy» (Queen та Джеймс Гетфілд) — наживо Woodstock '94 8 листопада 1994 «The Ecstasy of Gold», «Breadfan», «Master of Puppets», «Whenever I May Roam», «Harvester of Sorrow», «Fade to Black», «For Whom the Bell Tolls», «Seek & Destroy», «Guitar Solo», «Nothing Else Matters», «Creeping Death», «Whiplash», «Sad but True», «One», «Enter Sandman», «So What» — наживо Spawn: The Album 29 липня 1997 «Satan» (Orbital та Кірк Геммет), «For Whom The Bell Tolls (The Irony Of It All)» (Metallica та DJ Spooky) Woodstock '99 19 жовтня 1999 «The Ecstasy of Gold», «So What», «Master of Puppets», «For Whom the Bell Tolls», «Fuel», «King Nothing», «Bleeding Me», «Sad but True», «Turn the Page», «Wherever I May Roam», «One», «Fight Fire With Fire», «Nothing Else Matters», «Seek & Destroy», «Creeping Death», «Die, Die My Darling», «Enter Sandman», «Battery» — наживо WCW Mayhem: The Music 16 листопада 1999 «Seek & Destroy» — наживо Music From And Inspired By Mission: Impossible 2 9 травня 2000 «I Disappear» NASCAR: Full Throttle 16 жовтня 2001 «Fuel for Fire» Metal Blade 20th Anniversary 22 жовтня 2002 «Hit the Lights» Swizz Beatz Presents G.H.E.T.T.O. Stories 10 грудня 2002 «We Did It Again» Biker Boyz 28 січня 2003 «We Did It Again» | We're A Happy Family: A Tribute To Ramones 11 лютого 2003 «53rd & 3rd» Later… With Jools Holland… Louder 5 травня 2003 «Wasting My Hate» Later… With Jools Holland Even Louder 5 травня 2003 «King Nothing» The Work Of Anton Corbijn 13 вересня 2005 «Hero of the Day», «Mama Said» The Bridge School Collection 21 листопада 2006 «Fade to Black», «The Four Horsemen» — наживо We All Love Ennio Morricone 19 лютого 2007 «The Ecstasy of Gold» The Heavy Metal Box 2 жовтня 2007 «Whiplash», «One» Live Earth 4 грудня 2007 «Sad but True» — наживо Maiden Heaven 16 червня 2008 «Remember Tomorrow» 2008 Bonnaroo Live! 6 січня 2009 «Fade to Black» — наживо Johnny Got His Gun 28 квітня 2009 «One» Rock And Roll Hall Of Fame Live 20 жовтня 2009 «Master of Puppets», «The Train Kept-a-Rollin'», «Iron Man» — наживо Time Warp: Season 2 29 грудня 2009 «Heavy Metal, Motorcross and Chain Saws» The 25th Anniversary Rock & Roll Hall Of Fame Concerts 28 вересня 2010 «For Whom the Bell Tolls», «Turn the Page», «Sweet Jane» (з Лу Рідом), «Iron Man» та «Paranoid» (з Оззі Осборном), «All Day and All of the Night» (з Реєм Девісом), «Enter Sandman» — наживо | See My Friends 1 листопада 2010 «You Really Got Me» Lemmy: 49 % Motherfucker, 51 % Son Of A Bitch 15 лютого 2011 «Damage Case», «Too Late Too Late» — наживо The Bridge School Concerts: 25th Anniversary Edition 24 жовтня 2011 «Disposable Heroes» (акустична версія) — наживо The Best Of Rock & Roll Hall Of Fame + Museum Live 1 листопада 2011 «The Train Kept-a-Rollin'», «Iron Man» — наживо Rock And Roll Hall Of Fame Live — Vol. 9: 2006—2007 15 листопада 2011 «Iron Man», «Hole in the Sky» — наживо Rock And Roll Hall Of Fame Live — Vol. 10: 2008—2009 15 листопада 2011 «Master of Puppets», «The Train Kept-a-Rollin'» — наживо Re-Machined: A Tribute to Deep Purple's Machine Head 25 вересня 2012 «When a Blind Man Cries» Ronnie James Dio: This Is Your Life 1 квітня 2014 «Ronnie Rising Medley» Jungle Cruise (Original Motion Picture Soundtrack) 30 липня 2021 «Nothing Else Matters» (Jungle Cruise Version Part I & II) Stranger Things 4 (Soundtrack From The Netflix Series) 4 листопада 2022 «Master of Puppets» Fortnite x Metallica 15 серпня 2024 «Enter Sandman», «Fuel», «Master of Puppets», «Ride the Lightning», «The Unforgiven», «Wherever I May Roam» |

## Місця в чартах

### Чарти альбомів

#### Студійні альбоми в чартах
| Рік  | Альбом                       | Найвищі позиції в чартах | Найвищі позиції в чартах | Найвищі позиції в чартах | Найвищі позиції в чартах | Найвищі позиції в чартах | Найвищі позиції в чартах | Найвищі позиції в чартах | Найвищі позиції в чартах | Найвищі позиції в чартах | Найвищі позиції в чартах | Найвищі позиції в чартах | Найвищі позиції в чартах | Найвищі позиції в чартах | Найвищі позиції в чартах | Найвищі позиції в чартах | Найвищі позиції в чартах | Найвищі позиції в чартах | Найвищі позиції в чартах | Найвищі позиції в чартах | Найвищі позиції в чартах | Найвищі позиції в чартах | Найвищі позиції в чартах |
| Рік  | Альбом                       | AU                       | AT                       | BE-V                     | BE-W                     | CA                       | CH                       | DE                       | EU                       | ES                       | FI                       | FR                       | HU                       | IE                       | IT                       | JP                       | NL                       | NO                       | NZ                       | PL                       | SE                       | UK                       | US                       |
| ---- | ---------------------------- | ------------------------ | ------------------------ | ------------------------ | ------------------------ | ------------------------ | ------------------------ | ------------------------ | ------------------------ | ------------------------ | ------------------------ | ------------------------ | ------------------------ | ------------------------ | ------------------------ | ------------------------ | ------------------------ | ------------------------ | ------------------------ | ------------------------ | ------------------------ | ------------------------ | ------------------------ |
| 1983 | Kill 'Em All                 | —                        | 54                       | 56                       | 43                       | —                        | 31                       | 17                       | —                        | 47                       | 12                       | 149                      | —                        | 66                       | —                        | —                        | —                        | —                        | —                        | 13                       | 28                       | 6                        | 66                       |
| 1984 | Ride the Lightning           | 38                       | 49                       | 116                      | 51                       | 98                       | 35                       | 21                       | —                        | 36                       | 9                        | 126                      | 39                       | 55                       | 66                       | 99                       | 20                       | 40                       | 32                       | 4                        | 22                       | 2                        | 48                       |
| 1986 | Master of Puppets            | 33                       | 10                       | 94                       | 22                       | 28                       | 17                       | 4                        | 23                       | 38                       | 7                        | 111                      | 24                       | 42                       | 65                       | 87                       | 17                       | 30                       | 33                       | 3                        | 14                       | 1                        | 29                       |
| 1988 | …And Justice for All         | 16                       | 12                       | 25                       | 22                       | 45                       | 7                        | 3                        | 5                        | 15                       | 12                       | 130                      | 22                       | 48                       | 56                       | 11                       | 9                        | 8                        | 36                       | 7                        | 5                        | 1                        | 6                        |
| 1991 | Metallica                    | 1                        | 1                        | 7                        | 2                        | 8                        | 1                        | 1                        | 2                        | 5                        | 3                        | 53                       | 10                       | 27                       | 2                        | 3                        | 4                        | 1                        | 1                        | 5                        | 4                        | 1                        | 1                        |
| 1996 | Load                         | 1                        | 1                        | 1                        | 2                        | —                        | 1                        | 1                        | 1                        | 2                        | 1                        | 1                        | 1                        | 2                        | 2                        | 3                        | 1                        | 1                        | 1                        | —                        | 1                        | 1                        | 1                        |
| 1997 | Reload                       | 2                        | 1                        | 4                        | 14                       | 2                        | 3                        | 1                        | 2                        | 5                        | 1                        | 3                        | 2                        | 5                        | 6                        | 11                       | 3                        | 1                        | 1                        | 11                       | 1                        | 4                        | 1                        |
| 1998 | Garage Inc.                  | 2                        | 3                        | 9                        | 31                       | 3                        | 10                       | 1                        | 4                        | 84                       | 1                        | 9                        | 19                       | —                        | 22                       | 18                       | 8                        | 1                        | 3                        | —                        | 1                        | 1                        | 2                        |
| 2003 | St. Anger                    | 1                        | 1                        | 1                        | 3                        | 1                        | 2                        | 1                        | 1                        | 2                        | 1                        | 3                        | 1                        | 1                        | 2                        | 1                        | 2                        | 1                        | 1                        | 1                        | 1                        | 1                        | 1                        |
| 2008 | Death Magnetic               | 1                        | 1                        | 1                        | 2                        | 1                        | 1                        | 1                        | 1                        | 2                        | 1                        | 1                        | 2                        | 1                        | 1                        | 3                        | 1                        | 1                        | 1                        | 1                        | 1                        | 1                        | 1                        |
| 2016 | Hardwired...To Self-Destruct | 1                        | 1                        | 1                        | 1                        | 1                        | 1                        | 1                        | —                        | 2                        | 1                        | 1                        | 2                        | 1                        | 4                        | 1                        | 1                        | 1                        | 1                        | 1                        | 1                        | 1                        | 1                        |
| 2023 | 72 Seasons                   | 1                        | 1                        | 1                        | 1                        | 1                        | 1                        | 1                        | —                        | 2                        | 1                        | 1                        | 1                        | 1                        | 3                        | 3                        | 1                        | 2                        | 1                        | 1                        | 1                        | 1                        | 2                        |

 «—» позначає запис, який не потрапив у чарти або не був випущений на цій території

#### Мініальбоми в чартах
| Рік  | Деталі                                   | Найвищі позиції в чартах | Найвищі позиції в чартах | Найвищі позиції в чартах | Найвищі позиції в чартах | Найвищі позиції в чартах | Найвищі позиції в чартах | Найвищі позиції в чартах | Найвищі позиції в чартах | Найвищі позиції в чартах | Найвищі позиції в чартах | Найвищі позиції в чартах | Найвищі позиції в чартах | Найвищі позиції в чартах | Найвищі позиції в чартах | Найвищі позиції в чартах | Найвищі позиції в чартах | Найвищі позиції в чартах | Найвищі позиції в чартах | Найвищі позиції в чартах |
| Рік  | Деталі                                   | AU                       | AT                       | BE-V                     | BE-W                     | CA                       | CH                       | DE                       | ES                       | FI                       | FR                       | HU                       | JP                       | NL                       | NZ                       | PL                       | PT                       | SE                       | UK                       | US                       |
| ---- | ---------------------------------------- | ------------------------ | ------------------------ | ------------------------ | ------------------------ | ------------------------ | ------------------------ | ------------------------ | ------------------------ | ------------------------ | ------------------------ | ------------------------ | ------------------------ | ------------------------ | ------------------------ | ------------------------ | ------------------------ | ------------------------ | ------------------------ | ------------------------ |
| 1987 | The $5.98 E.P.: Garage Days Re-Revisited | —                        | 16                       | —                        | —                        | 17                       | 62                       | 10                       | 12                       | —                        | 73                       | 10                       | —                        | 58                       | —                        | 22                       | 13                       | 34                       | 1                        | 18                       |
| 2004 | Some Kind of Monster                     | —                        | 40                       | —                        | —                        | 8                        | 71                       | 65                       | —                        | 5                        | —                        | —                        | —                        | —                        | —                        | —                        | —                        | —                        | 27                       | 37                       |
| 2010 | Six Feet Down Under                      | 12                       | —                        | —                        | —                        | —                        | —                        | —                        | —                        | —                        | —                        | —                        | —                        | —                        | 6                        | —                        | —                        | —                        | —                        | —                        |
| 2010 | Six Feet Down Under Part II              | 13                       | —                        | —                        | —                        | —                        | —                        | —                        | —                        | —                        | —                        | —                        | —                        | —                        | 20                       | —                        | —                        | —                        | —                        | —                        |
| 2011 | Beyond Magnetic                          | 19                       | —                        | 91                       | 43                       | 15                       | —                        | 22                       | 25                       | 2                        | 68                       | 12                       | 50                       | —                        | 22                       | —                        | —                        | —                        | 1                        | 29                       |

#### Концертні альбоми в чартах
| Рік  | Альбом                              | Найвищі позиції в чартах | Найвищі позиції в чартах | Найвищі позиції в чартах | Найвищі позиції в чартах | Найвищі позиції в чартах | Найвищі позиції в чартах | Найвищі позиції в чартах | Найвищі позиції в чартах | Найвищі позиції в чартах | Найвищі позиції в чартах | Найвищі позиції в чартах | Найвищі позиції в чартах | Найвищі позиції в чартах | Найвищі позиції в чартах | Найвищі позиції в чартах | Найвищі позиції в чартах | Найвищі позиції в чартах | Найвищі позиції в чартах | Найвищі позиції в чартах | Найвищі позиції в чартах | Найвищі позиції в чартах | Найвищі позиції в чартах | Найвищі позиції в чартах |
| Рік  | Альбом                              | AU                       | AT                       | BE-V                     | BE-W                     | CA                       | CH                       | DK                       | DE                       | ES                       | FI                       | FR                       | HU                       | IE                       | IT                       | JP                       | NL                       | NO                       | NZ                       | PL                       | PT                       | SE                       | UK                       | US                       |
| ---- | ----------------------------------- | ------------------------ | ------------------------ | ------------------------ | ------------------------ | ------------------------ | ------------------------ | ------------------------ | ------------------------ | ------------------------ | ------------------------ | ------------------------ | ------------------------ | ------------------------ | ------------------------ | ------------------------ | ------------------------ | ------------------------ | ------------------------ | ------------------------ | ------------------------ | ------------------------ | ------------------------ | ------------------------ |
| 1993 | Live Shit: Binge & Purge            | 18                       | —                        | —                        | —                        | —                        | —                        | —                        | 91                       | —                        | —                        | 149                      | —                        | —                        | —                        | 38                       | 81                       | 32                       | —                        | —                        | 30                       | —                        | 54                       | 26                       |
| 1999 | S&M                                 | 1                        | 3                        | 4                        | 16                       | 4                        | 4                        | —                        | 1                        | 6                        | 2                        | 7                        | 25                       | 42                       | 26                       | 26                       | 2                        | 1                        | 11                       | 1                        | —                        | 1                        | 10                       | 2                        |
| 2010 | The Big 4 Live from Sofia, Bulgaria | 71                       | —                        | —                        | 73                       | —                        | 63                       | —                        | 59                       | —                        | 31                       | —                        | —                        | —                        | —                        | —                        | 75                       | —                        | —                        | —                        | —                        | —                        | —                        | —                        |
| 2020 | S&M2                                | 1                        | 1                        | 1                        | 2                        | 4                        | 2                        | 3                        | 1                        | 3                        | 3                        | 4                        | 2                        | 2                        | 13                       | —                        | 1                        | 6                        | 7                        | 3                        | 1                        | 7                        | 1                        | 4                        |

#### Коллаборації в чартах
| Рік  | Деталі | Найвищі позиції в чартах | Найвищі позиції в чартах | Найвищі позиції в чартах | Найвищі позиції в чартах | Найвищі позиції в чартах | Найвищі позиції в чартах | Найвищі позиції в чартах | Найвищі позиції в чартах | Найвищі позиції в чартах | Найвищі позиції в чартах | Найвищі позиції в чартах | Найвищі позиції в чартах | Найвищі позиції в чартах | Найвищі позиції в чартах | Найвищі позиції в чартах | Найвищі позиції в чартах | Найвищі позиції в чартах | Найвищі позиції в чартах | Найвищі позиції в чартах | Найвищі позиції в чартах |
| Рік  | Деталі | AU                       | AT                       | BE-V                     | BE-W                     | CH                       | DK                       | DE                       | ES                       | FI                       | FR                       | IT                       | JP                       | NL                       | NO                       | NZ                       | PL                       | SE                       | PT                       | UK                       | US                       |
| ---- | ------ | ------------------------ | ------------------------ | ------------------------ | ------------------------ | ------------------------ | ------------------------ | ------------------------ | ------------------------ | ------------------------ | ------------------------ | ------------------------ | ------------------------ | ------------------------ | ------------------------ | ------------------------ | ------------------------ | ------------------------ | ------------------------ | ------------------------ | ------------------------ |
| 2011 | Lulu   | 33                       | 11                       | 17                       | 14                       | 14                       | 13                       | 6                        | 12                       | 16                       | 23                       | 9                        | 14                       | 17                       | 11                       | 12                       | 6                        | 9                        | 8                        | 2                        | 36                       |

#### Саундтреки в чартах
| Рік  | Альбом                       | Найвищі позиції в чартах | Найвищі позиції в чартах | Найвищі позиції в чартах | Найвищі позиції в чартах | Найвищі позиції в чартах | Найвищі позиції в чартах | Найвищі позиції в чартах | Найвищі позиції в чартах | Найвищі позиції в чартах | Найвищі позиції в чартах | Найвищі позиції в чартах | Найвищі позиції в чартах | Найвищі позиції в чартах | Найвищі позиції в чартах | Найвищі позиції в чартах | Найвищі позиції в чартах | Найвищі позиції в чартах | Найвищі позиції в чартах | Найвищі позиції в чартах |
| Рік  | Альбом                       | AU                       | AT                       | BE-V                     | BE-W                     | CA                       | CH                       | DE                       | DK                       | FI                       | FR                       | HU                       | IT                       | NZ                       | NO                       | PL                       | PT                       | SE                       | UK                       | US                       |
| ---- | ---------------------------- | ------------------------ | ------------------------ | ------------------------ | ------------------------ | ------------------------ | ------------------------ | ------------------------ | ------------------------ | ------------------------ | ------------------------ | ------------------------ | ------------------------ | ------------------------ | ------------------------ | ------------------------ | ------------------------ | ------------------------ | ------------------------ | ------------------------ |
| 2013 | Metallica: Through the Never | 16                       | 4                        | 9                        | 14                       | 9                        | 16                       | 8                        | 9                        | 11                       | 32                       | 8                        | 19                       | 11                       | 15                       | 6                        | 6                        | 28                       | 1                        | 9                        |

#### Триб'ют-альбоми в чартах
| Рік  | Альбом                  | Найвищі позиції в чартах | Найвищі позиції в чартах | Найвищі позиції в чартах | Найвищі позиції в чартах | Найвищі позиції в чартах | Найвищі позиції в чартах | Найвищі позиції в чартах | Найвищі позиції в чартах |
| Рік  | Альбом                  | AT                       | CA                       | CH                       | ES                       | FI                       | PL                       | UK                       | US                       |
| ---- | ----------------------- | ------------------------ | ------------------------ | ------------------------ | ------------------------ | ------------------------ | ------------------------ | ------------------------ | ------------------------ |
| 2021 | The Metallica Blacklist | 6                        | 44                       | 2                        | 77                       | 4                        | 19                       | 4                        | 103                      |

### Чарти відео
| Рік  | Альбом                                     | Найвищі позиції в чартах | Найвищі позиції в чартах | Найвищі позиції в чартах | Найвищі позиції в чартах | Найвищі позиції в чартах | Найвищі позиції в чартах | Найвищі позиції в чартах | Найвищі позиції в чартах | Найвищі позиції в чартах | Найвищі позиції в чартах | Найвищі позиції в чартах | Найвищі позиції в чартах | Найвищі позиції в чартах | Найвищі позиції в чартах | Найвищі позиції в чартах | Найвищі позиції в чартах | Найвищі позиції в чартах |
| Рік  | Альбом                                     | AU                       | AT                       | BE-V                     | BE-W                     | CH                       | CA                       | DE                       | DK                       | FI                       | IT                       | HU                       | JP                       | NL                       | NZ                       | SE                       | UK                       | US                       |
| ---- | ------------------------------------------ | ------------------------ | ------------------------ | ------------------------ | ------------------------ | ------------------------ | ------------------------ | ------------------------ | ------------------------ | ------------------------ | ------------------------ | ------------------------ | ------------------------ | ------------------------ | ------------------------ | ------------------------ | ------------------------ | ------------------------ |
| 1987 | Cliff 'Em All                              | —                        | —                        | —                        | —                        | —                        | 7                        | —                        | —                        | —                        | —                        | —                        | —                        | —                        | —                        | —                        | —                        | 21                       |
| 1992 | A Year and a Half in the Life of Metallica | —                        | —                        | —                        | —                        | —                        | —                        | —                        | —                        | —                        | —                        | —                        | —                        | —                        | —                        | —                        | —                        | 10                       |
| 1993 | Live Shit: Binge & Purge                   | —                        | —                        | —                        | —                        | —                        | —                        | 68                       | —                        | —                        | —                        | —                        | —                        | 22                       | —                        | —                        | —                        | —                        |
| 1998 | Cunning Stunts                             | 1                        | —                        | —                        | —                        | —                        | —                        | —                        | —                        | 1                        | —                        | —                        | —                        | 12                       | —                        | —                        | 7                        | 13                       |
| 1999 | S&M                                        | 1                        | —                        | —                        | —                        | —                        | —                        | —                        | —                        | 4                        | —                        | 2                        | —                        | 2                        | —                        | —                        | —                        | 12                       |
| 2001 | Classic Album: Metallica                   | —                        | —                        | —                        | —                        | —                        | —                        | —                        | —                        | —                        | —                        | —                        | —                        | —                        | —                        | —                        | 10                       | —                        |
| 2004 | Some Kind of Monster                       | —                        | —                        | —                        | —                        | —                        | —                        | —                        | —                        | 4                        | —                        | 3                        | —                        | —                        | —                        | —                        | —                        | —                        |
| 2006 | The Videos 1989—2004                       | 1                        | 4                        | 3                        | —                        | 9                        | —                        | 34                       | 5                        | 1                        | 12                       | 6                        | —                        | 9                        | 1                        | 1                        | —                        | 4                        |
| 2009 | Français Pour Une Nuit                     | 2                        | —                        | 3                        | 4                        | 3                        | —                        | —                        | 3                        | 2                        | —                        | 3                        | —                        | 13                       | —                        | —                        | 9                        | —                        |
| 2009 | Orgullo, Pasión, y Gloria...               | —                        | —                        | —                        | —                        | —                        | —                        | —                        | —                        | 2                        | —                        | —                        | —                        | 22                       | —                        | —                        | —                        | —                        |
| 2010 | The Big 4 Live from Sofia, Bulgaria        | 1                        | 1                        | —                        | —                        | 3                        | —                        | 4                        | —                        | 1                        | —                        | —                        | 6                        | 7                        | 1                        | —                        | 1                        | 1                        |
| 2012 | Quebec Magnetic                            | 3                        | 2                        | —                        | —                        | 1                        | —                        | 29                       | 4                        | 1                        | 8                        | 35                       | —                        | 5                        | —                        | —                        | 9                        | 3                        |
| 2013 | Metallica: Through the Never               | —                        | —                        | —                        | —                        | —                        | —                        | 6                        | —                        | —                        | —                        | —                        | —                        | —                        | —                        | —                        | —                        | —                        |
| 2020 | S&M2                                       | —                        | —                        | —                        | —                        | 1                        | —                        | —                        | —                        | —                        | —                        | —                        | —                        | —                        | —                        | —                        | —                        | —                        |

### Чарти пісень
Найвищу позицію в національному пісенному хіт-параді США Billboard Hot 100 серед усіх пісень Metallica посіла «Until It Sleeps» (№ 10 в чарті). Також до десятки найуспішніших пісень Metallica в чарті Hot 100 увійшли «Enter Sandman» (№ 16), «The Memory Remains» (№ 28), «The Day That Never Comes» (№ 31), «Nothing Else Matters» (№ 34), «One» (№ 35), «The Unforgiven» (№ 35), «Cyanide» (№ 50), «The Unforgiven II» (№ 59) та «Hero of the Day» (№ 60).
| 1984 | «Jump in the Fire»         | Kill 'Em All                             | —   | —  | —  | —  | —  | —   | —  | —   | —  | —  | —   | —  | —  | —  | —  | —  | 30 | —   | —  | —  | —  | —  | —  |
| 1984 | «Fade to Black»            | Ride the Lightning                       | —   | —  | —  | —  | —  | 100 | —  | —   | —  | —  | —   | —  | —  | —  | —  | —  | —  | —   | —  | 23 | —  | —  | —  |
| 1984 | «For Whom the Bell Tolls»  | Ride the Lightning                       | —   | —  | —  | —  | —  | —   | —  | —   | —  | —  | —   | —  | —  | —  | —  | —  | —  | —   | —  | 18 | —  | —  | 18 |
| 1986 | «Master of Puppets»        | Master of Puppets                        | 19  | —  | —  | —  | 32 | —   | —  | 100 | —  | —  | 185 | 24 | —  | 4  | —  | —  | 17 | 47  | 69 | 1  | 35 | 18 | 5  |
| 1987 | «Helpless»                 | The $5.98 E.P.: Garage Days Re-Revisited | —   | —  | —  | —  | —  | —   | —  | —   | —  | —  | —   | 24 | —  | —  | —  | —  | —  | —   | —  | —  | —  | —  | —  |
| 1988 | «Harvester of Sorrow»      | …And Justice for All                     | 100 | —  | —  | —  | —  | —   | —  | —   | 11 | —  | —   | 19 | —  | —  | —  | —  | 30 | —   | —  | 20 | —  | —  | —  |
| 1989 | «One»                      | …And Justice for All                     | 38  | —  | 23 | —  | —  | 22  | 5  | 31  | 14 | 1  | —   | 7  | —  | 3  | 93 | 4  | 13 | —   | 3  | 6  | 35 | 46 | —  |
| 1991 | «Enter Sandman»            | Metallica                                | 10  | —  | 46 | —  | 2  | 11  | 2  | 1   | —  | 1  | —   | 4  | 10 | 10 | 9  | 2  | 8  | 183 | 14 | 1  | 16 | 10 | —  |
| 1991 | «The Unforgiven»           | Metallica                                | 10  | —  | —  | —  | —  | —   | —  | 47  | —  | 4  | 28  | 22 | —  | 25 | —  | —  | 24 | —   | 32 | 14 | 35 | 10 | —  |
| 1992 | «Nothing Else Matters»     | Metallica                                | 8   | 6  | 5  | —  | 41 | 5   | 1  | 9   | 5  | 14 | 10  | 6  | 4  | 4  | —  | 3  | 11 | —   | 12 | 2  | 34 | 11 | —  |
| 1992 | «Wherever I May Roam»      | Metallica                                | 14  | —  | 35 | —  | —  | —   | 2  | 30  | —  | 2  | 28  | 15 | —  | 22 | 45 | 2  | 8  | —   | 28 | 25 | 82 | 25 | —  |
| 1993 | «Sad but True»             | Metallica                                | 48  | —  | 50 | —  | —  | —   | 3  | 42  | —  | 1  | —   | 13 | —  | 10 | —  | 5  | 42 | 2   | 31 | 20 | 98 | 15 | —  |
| 1996 | «Until It Sleeps»          | Load                                     | 1   | 12 | 8  | 16 | 5  | 22  | 1  | 15  | 16 | 1  | 10  | 3  | 7  | 5  | 8  | 2  | 11 | —   | 1  | 1  | 10 | 1  | —  |
| 1996 | «Hero of the Day»          | Load                                     | 2   | 29 | 30 | —  | 7  | —   | 7  | 39  | —  | 3  | —   | 16 | —  | 19 | —  | 8  | 21 | —   | 10 | 1  | 60 | 1  | —  |
| 1996 | «Mama Said»                | Load                                     | 24  | —  | —  | —  | —  | —   | —  | —   | —  | 4  | —   | 19 | —  | 58 | —  | —  | —  | —   | 24 | 1  | —  | —  | —  |
| 1996 | «Ain't My Bitch»           | Load                                     | —   | —  | —  | —  | —  | —   | —  | —   | —  | —  | —   | —  | —  | —  | —  | —  | —  | —   | —  | —  | —  | 15 | —  |
| 1997 | «Bleeding Me»              | Load                                     | —   | —  | —  | —  | —  | —   | —  | —   | —  | —  | —   | —  | —  | —  | —  | —  | —  | —   | —  | —  | —  | 6  | —  |
| 1997 | «King Nothing»             | Load                                     | —   | —  | —  | —  | —  | —   | —  | —   | —  | —  | —   | —  | —  | —  | —  | —  | —  | —   | —  | —  | 90 | 6  | —  |
| 1997 | «The Memory Remains»       | Reload                                   | 6   | 20 | 28 | —  | 4  | 30  | —  | 20  | 3  | 1  | —   | 13 | —  | 15 | 37 | 3  | 23 | —   | 4  | 1  | 28 | 3  | —  |
| 1997 | «The Unforgiven II»        | Reload                                   | 9   | 18 | 45 | —  | —  | —   | —  | 23  | —  | 1  | 89  | 14 | —  | 16 | —  | 8  | 22 | —   | 8  | 1  | 59 | 2  | —  |
| 1998 | «Fuel»                     | Reload                                   | 2   | —  | 14 | —  | —  | —   | —  | 57  | —  | 5  | —   | —  | —  | 6  | —  | —  | 35 | —   | 49 | 31 | —  | 6  | —  |
| 1998 | «Better than You»          | Reload                                   | —   | —  | —  | —  | —  | —   | —  | —   | —  | —  | —   | —  | —  | —  | —  | —  | —  | —   | —  | —  | —  | 7  | —  |
| 1998 | «Turn the Page»            | Garage Inc.                              | 11  | 19 | 33 | —  | 5  | —   | —  | 23  | —  | 7  | —   | —  | —  | 42 | 81 | 11 | 22 | —   | 13 | —  | —  | 1  | —  |
| 1999 | «Whiskey in the Jar»       | Garage Inc.                              | 14  | 30 | 48 | —  | 5  | 55  | —  | 23  | —  | 16 | —   | 17 | —  | 47 | —  | 4  | 41 | —   | 15 | 1  | —  | 4  | —  |
| 1999 | «Die, Die My Darling»      | Garage Inc.                              | 82  | —  | —  | —  | —  | —   | —  | —   | —  | —  | —   | —  | —  | —  | —  | —  | —  | —   | —  | —  | —  | 26 | —  |
| 1999 | «Nothing Else Matters '99» | S&M                                      | 28  | —  | 1  | 33 | —  | 4   | —  | 2   | —  | —  | —   | —  | —  | 3  | —  | —  | —  | —   | —  | —  | —  | —  | —  |
| 2000 | «No Leaf Clover»           | S&M                                      | 41  | —  | —  | —  | 3  | 99  | —  | 40  | 14 | —  | —   | 36 | —  | 41 | —  | 9  | —  | —   | 50 | —  | 74 | 1  | —  |
| 2000 | «I Disappear»              |                                          | —   | 25 | 12 | 15 | 11 | 20  | —  | 14  | 4  | 2  | 45  | 31 | 8  | 2  | —  | 8  | —  | —   | 25 | 2  | 76 | 1  | —  |
| 2003 | «St. Anger»                | St. Anger                                | 15  | 17 | 43 | —  | —  | 28  | 4  | 15  | 4  | 5  | —   | 12 | 23 | 12 | 52 | 6  | 38 | —   | 9  | 2  | —  | 2  | —  |
| 2003 | «Frantic»                  | St. Anger                                | 22  | 30 | 6  | —  | —  | 57  | 6  | 21  | 2  | 4  | 59  | 20 | 24 | 22 | —  | 5  | 23 | —   | 13 | 4  | —  | 21 | —  |
| 2004 | «The Unnamed Feeling»      | St. Anger                                | 23  | 42 | 11 | —  | —  | 47  | 3  | 24  | 1  | 2  | 60  | —  | 10 | 20 | —  | 10 | —  | —   | 37 | 5  | —  | 28 | —  |
| 2007 | «The Ecstasy Of Gold»      | We All Love Ennio Morricone              | —   | —  | —  | —  | —  | —   | —  | —   | —  | —  | —   | —  | —  | —  | —  | —  | —  | —   | —  | —  | —  | 21 | —  |
| 2008 | «Remember Tomorrow»        | Maiden Heaven…                           | —   | —  | —  | —  | —  | —   | —  | —   | —  | —  | —   | —  | —  | —  | —  | —  | —  | —   | —  | —  | —  | 32 | —  |
| 2008 | «The Day That Never Comes» | Death Magnetic                           | 18  | 25 | 11 | 25 | 2  | 32  | 3  | —   | —  | 1  | —   | 14 | 15 | 20 | —  | 1  | 14 | 6   | 3  | 15 | 31 | 1  | —  |
| 2008 | «My Apocalypse»            | Death Magnetic                           | 38  | 56 | 49 | —  | 28 | —   | 15 | —   | —  | 3  | —   | 45 | —  | 33 | —  | 9  | —  | —   | 15 | 46 | 67 | 38 | —  |
| 2008 | «Cyanide»                  | Death Magnetic                           | 48  | —  | —  | —  | 16 | —   | 23 | —   | —  | 4  | —   | 48 | —  | —  | —  | 15 | —  | —   | 14 | 46 | 50 | 1  | —  |
| 2008 | «The Unforgiven III»       | Death Magnetic                           | 41  | —  | 50 | —  | 89 | 12  | 24 | —   | —  | 16 | —   | —  | —  | —  | —  | 8  | —  | —   | 34 | —  | —  | —  | —  |
| 2008 | «The Judas Kiss»           | Death Magnetic                           | —   | —  | —  | —  | 71 | —   | —  | —   | —  | 20 | —   | —  | —  | —  | —  | 13 | —  | —   | 44 | 73 | —  | —  | —  |
| 2008 | «All Nightmare Long»       | Death Magnetic                           | 90  | 51 | 27 | 18 | —  | —   | —  | 15  | 6  | 11 | 55  | —  | —  | 7  | 99 | —  | —  | —   | 44 | 51 | —  | 9  | 28 |
| 2008 | «That Was Just Your Life»  | Death Magnetic                           | —   | —  | —  | —  | —  | —   | —  | —   | —  | —  | —   | —  | —  | —  | —  | 16 | —  | —   | —  | —  | —  | —  | —  |
| 2009 | «Broken, Beat & Scarred»   | Death Magnetic                           | 75  | 74 | —  | —  | 45 | —   | —  | 35  | —  | 4  | 36  | —  | —  | 25 | —  | —  | —  | —   | —  | —  | —  | 15 | 32 |
| 2012 | «Hate Train»               | Beyond Magnetic                          | —   | 30 | —  | —  | —  | —   | —  | —   | —  | —  | —   | —  | —  | —  | —  | —  | —  | —   | —  | —  | —  | —  | —  |
| 2012 | «When A Brind Man Cries»   | A Tribute to Deep Purple's Machine Head  | —   | —  | —  | —  | 12 | —   | —  | —   | —  | —  | —   | —  | —  | —  | —  | —  | —  | —   | —  | —  | —  | —  | —  |
| 2014 | «Lords of Summer»          |                                          | —   | —  | —  | —  | —  | —   | —  | —   | —  | —  | —   | 76 | —  | —  | —  | —  | —  | —   | —  | 5  | —  | —  | —  |
| 2016 | «Hardwired»                | Hardwired...To Self-Destruct             | 70  | —  | 15 | —  | 17 | —   | —  | —   | —  | 17 | 164 | —  | —  | —  | 8  | —  | —  | 51  | 72 | 3  | —  | 1  | 9  |
| 2016 | «Moth into Flame»          | Hardwired...To Self-Destruct             | —   | —  | —  | —  | 23 | —   | —  | —   | —  | —  | 200 | —  | —  | —  | —  | —  | —  | —   | 91 | 8  | —  | 5  | 15 |
| 2016 | «Atlas, Rise!»             | Hardwired...To Self-Destruct             | —   | —  | 40 | —  | 26 | —   | —  | 100 | —  | —  | —   | —  | —  | —  | —  | —  | —  | —   | 87 | 7  | —  | 1  | 15 |
| 2016 | «Halo on Fire»             | Hardwired...To Self-Destruct             | —   | —  | —  | —  | —  | —   | —  | —   | —  | —  | —   | —  | —  | —  | —  | —  | —  | —   | —  | 21 | —  | 14 | 45 |
| 2016 | «Confusion»                | Hardwired...To Self-Destruct             | —   | —  | —  | —  | —  | —   | —  | —   | —  | —  | —   | —  | —  | —  | —  | —  | —  | —   | —  | —  | —  | —  | 48 |
| 2017 | «Now That We're Dead»      | Hardwired...To Self-Destruct             | —   | —  | 48 | —  | 23 | —   | —  | —   | —  | —  | —   | —  | —  | —  | —  | —  | —  | —   | 69 | 10 | —  | 2  | 28 |
| 2017 | «Spit Out the Bone»        | Hardwired...To Self-Destruct             | —   | —  | —  | —  | —  | —   | —  | —   | —  | —  | —   | —  | —  | —  | —  | —  | —  | —   | —  | 27 | —  | 4  | 32 |
| 2020 | «All Within My Hands»      | S&M2                                     | —   | —  | —  | —  | 5  | —   | —  | —   | —  | —  | —   | —  | —  | —  | —  | —  | —  | —   | —  | —  | —  | 1  | 43 |
| 2022 | «Lux Æterna»               | 72 Seasons                               | 18  | —  | —  | —  | 3  | —   | —  | —   | —  | 56 | —   | —  | —  | —  | —  | —  | 7  | —   | —  | 10 | —  | 1  | 15 |
| 2023 | «Screaming Suicide»        | 72 Seasons                               | 25  | —  | —  | —  | 30 | 25  | —  | —   | —  | 59 | —   | —  | —  | —  | —  | —  | 20 | —   | —  | 19 | —  | 1  | 32 |
| 2023 | «If Darkness Had a Son»    | 72 Seasons                               | —   | —  | —  | —  | 29 | —   | —  | —   | —  | —  | —   | —  | —  | —  | —  | —  | 34 | —   | —  | 52 | —  | —  | 34 |
| 2023 | «72 Seasons»               | 72 Seasons                               | 29  | —  | —  | —  | 11 | —   | —  | —   | —  | —  | —   | —  | —  | —  | —  | —  | —  | —   | 16 | 11 | —  | 1  | 16 |
| 2023 | «Sleepwalk My Life Away»   | 72 Seasons                               | —   | —  | —  | —  | —  | —   | —  | —   | —  | —  | —   | —  | —  | —  | —  | —  | —  | —   | —  | 28 | —  | —  | 43 |
| 2023 | «Shadows Follow»           | 72 Seasons                               | —   | —  | —  | —  | —  | —   | —  | —   | —  | —  | —   | —  | —  | —  | —  | —  | —  | —   | —  | 20 | —  | —  | 32 |
| 2023 | «Too Far Gone?»            | 72 Seasons                               | —   | —  | —  | —  | 21 | —   | —  | —   | —  | —  | —   | —  | —  | —  | —  | —  | —  | —   | —  | —  | —  | 1  | 38 |

## Сертифікації
Сертифікації присуджують базуючись на обсягах продажів, в кожній країні різні вимоги щодо його отримання. Загальним є поділ на срібний, золотий, платиновий, діамантовий диск залежно від кількості проданих копій товару у визначеній країні. Станом на 2025 рік Metallica отримала 5 срібних, 155 золотих, 422 (453) платинових, 5 діамантових сертифікацій. Серед всієї дискографії гурт отримав найбільше сертифікацій за студійний альбом 1991 року Metallica — 69 (85) сертифікацій (1 золотий, 66 (82) платинових, 2 діамантових); Серед відеоальбомів — S&M — 18 сертифікацій (1 золотий, 17 платинових); серед сертифікацій синглів — «Nothing Else Matters» — 26 сертифікацій (8 золотих, 18 платинових).

### Сертифікації альбомів
| Альбом                                   | Сертифікації продажів | Сертифікації продажів | Сертифікації продажів | Сертифікації продажів | Сертифікації продажів | Сертифікації продажів | Сертифікації продажів | Сертифікації продажів | Сертифікації продажів | Сертифікації продажів | Сертифікації продажів | Сертифікації продажів | Сертифікації продажів | Сертифікації продажів | Сертифікації продажів | Сертифікації продажів | Сертифікації продажів | Сертифікації продажів | Сертифікації продажів | Сертифікації продажів | Сертифікації продажів | Сертифікації продажів | Сертифікації продажів | Сертифікації продажів | Сертифікації продажів | Сертифікації продажів | Сертифікації продажів | Сертифікації продажів | Сертифікації продажів | Сертифікації продажів | Сертифікації продажів       |
| Альбом                                   | AR                    | AU                    | AT                    | BE                    | BR                    | CA                    | CH                    | DK                    | DE                    | ES                    | FI                    | FR                    | GR                    | HU                    | HK                    | IE                    | IT                    | JP                    | MX                    | NL                    | NO                    | NZ                    | PL                    | PT                    | RO                    | ROK                   | SE                    | TR                    | UR                    | UK                    | US                          |
| ---------------------------------------- | --------------------- | --------------------- | --------------------- | --------------------- | --------------------- | --------------------- | --------------------- | --------------------- | --------------------- | --------------------- | --------------------- | --------------------- | --------------------- | --------------------- | --------------------- | --------------------- | --------------------- | --------------------- | --------------------- | --------------------- | --------------------- | --------------------- | --------------------- | --------------------- | --------------------- | --------------------- | --------------------- | --------------------- | --------------------- | --------------------- | --------------------------- |
| Kill 'Em All                             | Платиновий            | 2×Платиновий          |                       |                       |                       | Платиновий            |                       |                       | Золотий               |                       |                       |                       |                       |                       |                       |                       |                       |                       |                       |                       |                       |                       | Платиновий            |                       |                       |                       |                       |                       |                       | Золотий               | 3×Платиновий                |
| Ride the Lightning                       | Платиновий            | 3×Платиновий          |                       |                       |                       | Платиновий            |                       | 2×Платиновий          | Платиновий            |                       |                       |                       |                       |                       |                       |                       | Золотий               |                       |                       |                       |                       |                       | Платиновий            |                       |                       |                       |                       |                       |                       | Платиновий            | 6×Платиновий                |
| Master of Puppets                        | Платиновий            | 3×Платиновий          |                       | Золотий               |                       | 6×Платиновий          |                       |                       | Платиновий            |                       | Платиновий            |                       |                       |                       |                       |                       | Золотий               |                       |                       |                       |                       | Платиновий            | Платиновий            |                       |                       |                       |                       |                       |                       | Платиновий            | 6×Платиновий                |
| The $5.98 E.P.: Garage Days Re-Revisited |                       |                       |                       |                       |                       | Золотий               |                       |                       |                       |                       |                       |                       |                       |                       |                       |                       |                       |                       |                       |                       |                       |                       |                       |                       |                       |                       |                       |                       |                       |                       | Платиновий                  |
| …And Justice for All                     | Платиновий            | 3×Платиновий          |                       |                       |                       | 3×Платиновий          | Платиновий            |                       | 2×Платиновий          |                       | Платиновий            |                       |                       |                       |                       |                       | Золотий               |                       |                       |                       | Золотий               | Золотий               | Платиновий            |                       |                       |                       |                       |                       |                       | Платиновий            | 8×Платиновий                |
| Metallica                                | 5×Платиновий          | 13×Платиновий         | 2×Платиновий          | 2×Платиновий          |                       | Діамантовий           | 6×Платиновий          | 8×Платиновий          | 4×Платиновий          |                       | 2×Платиновий          | Платиновий            |                       |                       |                       |                       | 2×Платиновий          | Платиновий            | Золотий               | 2×Платиновий          | 3×Платиновий          | 10×Платиновий         | Платиновий            |                       |                       |                       | Платиновий            |                       |                       | 3×Платиновий          | 16×Платиновий (Діамантовий) |
| Load                                     | Платиновий            | 5×Платиновий          | Платиновий            | Золотий               | Золотий               | 4×Платиновий          |                       |                       | 5×Золотий             | Платиновий            | Платиновий            | Золотий               | Золотий               | Золотий               |                       |                       |                       | Платиновий            |                       | Золотий               | Платиновий            | Платиновий            | Платиновий            |                       |                       |                       | Платиновий            | Золотий               | Золотий               | Платиновий            | 5×Платиновий                |
| Reload                                   | Платиновий            | 5×Платиновий          | Золотий               | Золотий               |                       | 2×Платиновий          | Платиновий            |                       | 5×Золотий             | Платиновий            | Платиновий            | Золотий               |                       |                       | Золотий               |                       |                       | Платиновий            |                       | Золотий               |                       | Платиновий            | Платиновий            |                       |                       |                       | Платиновий            |                       |                       | Золотий               | 3×Платиновий                |
| Garage Inc.                              | Золотий               | 3×Платиновий          | Золотий               |                       |                       |                       | Золотий               | 2×Платиновий          | Платиновий            | Золотий               | Золотий               |                       | Платиновий            |                       |                       |                       |                       |                       |                       |                       | Золотий               | Платиновий            | Платиновий            |                       |                       |                       | Платиновий            |                       |                       | Золотий               | 5×Платиновий                |
| S&M                                      | Платиновий            | 3×Платиновий          | Платиновий            | Платиновий            |                       | 3×Платиновий          | 2×Платиновий          |                       | 5×Золотий             | Платиновий            | Золотий               | Золотий               | Платиновий            |                       |                       |                       |                       |                       | Золотий               | Платиновий            |                       | 2×Платиновий          | 2×Платиновий          |                       |                       |                       | Платиновий            |                       |                       | Платиновий            | 5×Платиновий                |
| St. Anger                                | Золотий               | 3×Платиновий          | Платиновий            | Золотий               | Золотий               | 2×Платиновий          | Платиновий            | Золотий               | 2×Платиновий          | Золотий               | Платиновий            | Золотий               | Золотий               | Золотий               |                       |                       |                       | Золотий               |                       | Золотий               | Платиновий            | 2×Платиновий          | Золотий               | Золотий               |                       |                       | Платиновий            |                       |                       | Золотий               | 2×Платиновий                |
| Death Magnetic                           | Платиновий            | 2×Платиновий          |                       | Платиновий            | Золотий               | 4×Платиновий          | Платиновий            | 2×Платиновий          | 5×Золотий             | Золотий               | 2×Платиновий          | Золотий               | Платиновий            | Платиновий            |                       | Платиновий            |                       | Золотий               | Золотий               |                       |                       | Платиновий            | Діамантовий           | Платиновий            |                       |                       | 2×Платиновий          | Золотий               |                       | Платиновий            | 2×Платиновий                |
| Orgullo, Pasión, y Gloria...             |                       |                       |                       |                       |                       |                       |                       |                       |                       |                       |                       |                       |                       |                       |                       |                       |                       |                       | Платиновий            |                       |                       |                       |                       |                       |                       |                       |                       |                       |                       |                       |                             |
| Metallica: Through the Never             |                       |                       |                       |                       |                       |                       |                       |                       |                       |                       |                       |                       |                       |                       |                       |                       |                       |                       |                       |                       |                       |                       | Золотий               | Платиновий            |                       |                       |                       |                       |                       |                       |                             |
| Hardwired...To Self-Destruct             |                       | Платиновий            | 2×Платиновий          | Платиновий            |                       | 3×Платиновий          |                       | Платиновий            | 2×Платиновий          | Золотий               |                       | Платиновий            |                       | Платиновий            |                       |                       | Золотий               |                       | 3×Платиновий          | Золотий               | Золотий               | Золотий               | Діамантовий           | Золотий               | 4×Платиновий          | Золотий               | Платиновий            |                       |                       | Золотий               | Платиновий                  |
| S&M2                                     |                       |                       |                       |                       |                       |                       |                       |                       | Золотий               |                       |                       |                       |                       |                       |                       |                       |                       |                       |                       |                       |                       |                       | Золотий               |                       |                       |                       |                       |                       |                       |                       |                             |
| 72 Seasons                               |                       |                       |                       |                       |                       |                       |                       |                       | Золотий               |                       |                       | Золотий               |                       |                       |                       |                       |                       |                       |                       |                       |                       |                       | Платиновий            |                       |                       |                       |                       |                       |                       | Срібний               |                             |

| Альбом                                   | Срібний | Золотий | Платиновий | Діамантовий | Загалом   |
| ---------------------------------------- | ------- | ------- | ---------- | ----------- | --------- |
| Kill 'Em All                             |         | 2       | 8          |             | 10        |
| Ride the Lightning                       |         | 1       | 16         |             | 17        |
| Master of Puppets                        |         | 2       | 21         |             | 23        |
| The $5.98 E.P.: Garage Days Re-Revisited |         | 1       | 1          |             | 2         |
| …And Justice for All                     |         | 3       | 21         |             | 24        |
| Metallica                                |         | 1       | 66 (82)    | 2           | 69 (85)   |
| Load                                     |         | 13      | 24         |             | 37        |
| Reload                                   |         | 11      | 18         |             | 29        |
| Garage Inc.                              |         | 7       | 15         |             | 22        |
| S&M                                      |         | 8       | 25         |             | 33        |
| St. Anger                                |         | 13      | 16         |             | 29        |
| Death Magnetic                           |         | 11      | 23         | 1           | 35        |
| Orgullo, Pasión, y Gloria...             |         |         | 1          |             | 1         |
| Metallica: Through the Never             |         | 1       | 1          |             | 2         |
| Hardwired...To Self-Destruct             |         | 8       | 21         | 1           | 30        |
| S&M2                                     |         | 2       |            |             | 2         |
| 72 Seasons                               | 1       | 2       | 1          |             | 4         |
| Загалом                                  | 1       | 86      | 278 (294)  | 4           | 369 (385) |

| Країна           | Срібний | Золотий | Платиновий | Діамантовий | Загалом   |
| ---------------- | ------- | ------- | ---------- | ----------- | --------- |
| Аргентина        |         | 2       | 13         |             | 15        |
| Австралія        |         |         | 46         |             | 46        |
| Австрія          |         | 2       | 7          |             | 9         |
| Бельгія          |         | 4       | 5          |             | 9         |
| Бразилія         |         | 3       |            |             | 3         |
| Канада           |         | 1       | 29         | 1           | 31        |
| Швейцарія        |         | 1       | 12         |             | 13        |
| Данія            |         | 1       | 15         |             | 16        |
| Німеччина        |         | 23      | 13         |             | 36        |
| Іспанія          |         | 4       | 3          |             | 7         |
| Фінляндія        |         | 2       | 9          |             | 11        |
| Франція          |         | 6       | 2          |             | 8         |
| Греція           |         | 2       | 3          |             | 5         |
| Угорщина         |         | 2       | 2          |             | 4         |
| Гонконг          |         | 1       |            |             | 1         |
| Ірландія         |         |         | 1          |             | 1         |
| Італія           |         | 4       | 2          |             | 6         |
| Японія           |         | 2       | 3          |             | 5         |
| Мексика          |         | 3       | 4          |             | 7         |
| Нідерланди       |         | 4       | 3          |             | 7         |
| Норвегія         |         | 3       | 5          |             | 8         |
| Нова Зеландія    |         | 2       | 19         |             | 21        |
| Польща           |         | 3       | 11         | 2           | 16        |
| Португалія       |         | 2       | 2          |             | 4         |
| Румунія          |         |         | 4          |             | 4         |
| Республіка Корея |         | 1       |            |             | 1         |
| Швеція           |         |         | 9          |             | 9         |
| Туреччина        |         | 2       |            |             | 2         |
| Уругвай          |         | 1       |            |             | 1         |
| Велика Британія  | 1       | 5       | 9          |             | 15        |
| США              |         |         | 47 (63)    | 1           | 48 (64)   |
| Загалом          | 1       | 86      | 278 (294)  | 4           | 369 (385) |

### Сертифікації відеоальбомів
| Альбом                                     | Сертифікації продажів | Сертифікації продажів | Сертифікації продажів | Сертифікації продажів | Сертифікації продажів | Сертифікації продажів | Сертифікації продажів | Сертифікації продажів | Сертифікації продажів | Сертифікації продажів | Сертифікації продажів | Сертифікації продажів | Сертифікації продажів | Сертифікації продажів       |
| Альбом                                     | AR                    | AU                    | AT                    | BE                    | BR                    | CA                    | DE                    | ES                    | FI                    | FR                    | NZ                    | PL                    | UK                    | US                          |
| ------------------------------------------ | --------------------- | --------------------- | --------------------- | --------------------- | --------------------- | --------------------- | --------------------- | --------------------- | --------------------- | --------------------- | --------------------- | --------------------- | --------------------- | --------------------------- |
| Cliff 'Em All                              |                       |                       |                       |                       |                       |                       |                       |                       |                       |                       |                       |                       |                       | 4×Платиновий                |
| 2 of One                                   |                       |                       |                       |                       |                       |                       |                       |                       |                       |                       |                       |                       |                       | Платиновий                  |
| A Year and a Half in the Life of Metallica |                       |                       |                       |                       |                       |                       |                       |                       |                       |                       |                       |                       |                       | 3×Платиновий                |
| Live Shit: Binge & Purge                   |                       |                       |                       |                       |                       |                       | Золотий               |                       |                       |                       |                       |                       |                       | 15×Платиновий (Діамантовий) |
| Cunning Stunts                             | Платиновий            |                       |                       |                       |                       |                       |                       |                       | Золотий               |                       | Платиновий            | Золотий               | 2×Платиновий          | 3×Платиновий                |
| S&M                                        | Платиновий            | 7×Платиновий          | Золотий               |                       | Платиновий            |                       |                       |                       |                       | Платиновий            |                       |                       | Платиновий            | 6×Платиновий                |
| Classic Album: Metallica                   | Платиновий            |                       |                       |                       |                       | Золотий               |                       |                       |                       |                       |                       |                       |                       | Платиновий                  |
| Some Kind of Monster                       |                       |                       |                       |                       |                       |                       |                       |                       |                       |                       |                       |                       | Платиновий            |                             |
| The Videos 1989—2004                       | Платиновий            | 7×Платиновий          |                       |                       |                       |                       | Платиновий            | Золотий               | Платиновий            |                       | Платиновий            | Золотий               | Платиновий            |                             |
| Français Pour Une Nuit                     |                       | Золотий               |                       | Золотий               |                       |                       |                       |                       |                       | 3×Платиновий          |                       |                       |                       |                             |
| Orgullo, Pasión, y Gloria...               | Платиновий            |                       |                       |                       | 3×Платиновий          |                       |                       |                       |                       |                       |                       |                       |                       |                             |
| The Big 4 Live from Sofia, Bulgaria        |                       | 2×Платиновий          |                       |                       | Платиновий            |                       | Золотий               |                       |                       |                       | Золотий               | 3×Платиновий          |                       | 2×Платиновий                |
| Quebec Magnetic                            |                       | Платиновий            |                       |                       | Платиновий            |                       | Золотий               |                       |                       |                       |                       | Платиновий            |                       |                             |
| Metallica: Through the Never               |                       |                       |                       |                       |                       |                       | 2×Платиновий          |                       |                       |                       |                       |                       | Золотий               |                             |

| Альбом                                     | Золотий | Платиновий | Діамантовий | Загалом |
| ------------------------------------------ | ------- | ---------- | ----------- | ------- |
| Cliff 'Em All                              |         | 4          |             | 4       |
| 2 of One                                   |         | 1          |             | 1       |
| A Year and a Half in the Life of Metallica |         | 3          |             | 3       |
| Live Shit: Binge & Purge                   | 1       | (15)       | 1           | 2 (17)  |
| Cunning Stunts                             | 2       | 7          |             | 9       |
| S&M                                        | 1       | 17         |             | 18      |
| Classic Album: Metallica                   | 1       | 2          |             | 3       |
| Some Kind of Monster                       |         | 1          |             | 1       |
| The Videos 1989—2004                       | 2       | 12         |             | 14      |
| Français Pour Une Nuit                     | 2       | 3          |             | 5       |
| Orgullo, Pasión, y Gloria...               |         | 4          |             | 4       |
| The Big 4 Live from Sofia, Bulgaria        | 2       | 8          |             | 10      |
| Quebec Magnetic                            | 1       | 3          |             | 4       |
| Metallica: Through the Never               | 1       | 2          |             | 3       |
| Загалом                                    | 13      | 67 (82)    | 1           | 81 (96) |

| Країна          | Золотий | Платиновий | Діамантовий | Загалом |
| --------------- | ------- | ---------- | ----------- | ------- |
| Аргентина       |         | 5          |             | 5       |
| Австралія       | 1       | 17         |             | 18      |
| Австрія         | 1       |            |             | 1       |
| Бельгія         | 1       |            |             | 1       |
| Бразилія        |         | 6          |             | 6       |
| Канада          | 1       |            |             | 1       |
| Німеччина       | 3       | 3          |             | 6       |
| Іспанія         | 1       |            |             | 1       |
| Фінляндія       | 1       | 1          |             | 2       |
| Франція         |         | 4          |             | 4       |
| Нова Зеландія   | 1       | 2          |             | 3       |
| Польща          | 2       | 4          |             | 6       |
| Велика Британія | 1       | 5          |             | 6       |
| США             |         | 20 (35)    | 1           | 21 (36) |
| Загалом         | 13      | 67 (82)    | 1           | 81 (96) |

### Сертифікації синглів
| Сингл                       | Сертифікації продажів | Сертифікації продажів | Сертифікації продажів | Сертифікації продажів | Сертифікації продажів | Сертифікації продажів | Сертифікації продажів | Сертифікації продажів | Сертифікації продажів | Сертифікації продажів | Сертифікації продажів | Сертифікації продажів | Сертифікації продажів | Сертифікації продажів | Сертифікації продажів | Сертифікації продажів | Сертифікації продажів | Сертифікації продажів |
| Сингл                       | AU                    | AT                    | BE                    | BR                    | CA                    | DK                    | DE                    | ES                    | FI                    | FR                    | GR                    | IT                    | NO                    | NZ                    | PT                    | SE                    | UK                    | US                    |
| --------------------------- | --------------------- | --------------------- | --------------------- | --------------------- | --------------------- | --------------------- | --------------------- | --------------------- | --------------------- | --------------------- | --------------------- | --------------------- | --------------------- | --------------------- | --------------------- | --------------------- | --------------------- | --------------------- |
| «Seek & Destroy»            | Золотий               |                       |                       |                       |                       |                       |                       |                       |                       |                       |                       |                       |                       | Золотий               |                       |                       |                       |                       |
| «Fade to Black»             | Платиновий            |                       |                       |                       |                       |                       |                       |                       |                       |                       |                       |                       |                       | Платиновий            |                       |                       | Срібний               |                       |
| «For Whom the Bell Tolls»   | 2×Платиновий          |                       |                       |                       |                       |                       |                       |                       |                       |                       |                       |                       |                       | Платиновий            |                       |                       | Золотий               | Золотий               |
| «Creeping Death»            | Золотий               |                       |                       |                       |                       |                       |                       |                       |                       |                       |                       |                       |                       |                       |                       |                       | Срібний               |                       |
| «Master of Puppets»         | 3×Платиновий          |                       |                       |                       |                       | Золотий               | Золотий               | Золотий               |                       |                       | Золотий               | Золотий               |                       | 2×Платиновий          | Платиновий            |                       | Платиновий            | Золотий               |
| «Welcome Home (Sanitarium)» | Золотий               |                       |                       |                       |                       |                       |                       |                       |                       |                       |                       |                       |                       |                       |                       |                       |                       |                       |
| «Battery»                   | Золотий               |                       |                       |                       |                       |                       |                       |                       |                       |                       |                       |                       |                       |                       |                       |                       |                       |                       |
| «Blakened»                  | Золотий               |                       |                       |                       |                       |                       |                       |                       |                       |                       |                       |                       |                       |                       |                       |                       |                       |                       |
| «One»                       | 4×Платиновий          |                       |                       |                       |                       | Золотий               |                       |                       |                       |                       |                       |                       |                       | 2×Платиновий          |                       |                       | Золотий               | Золотий               |
| «Enter Sandman»             | 8×Платиновий          |                       |                       |                       | Золотий               | Платиновий            | Платиновий            | Платиновий            |                       | Платиновий            |                       | Платиновий            |                       | 5×Платиновий          |                       |                       | 2×Платиновий          | Платиновий            |
| «The Unforgiven»            | 3×Платиновий          |                       |                       | Золотий               |                       |                       | Золотий               | Золотий               |                       |                       |                       | Золотий               |                       | Платиновий            |                       |                       | Срібний               | Золотий               |
| «Nothing Else Matters»      | 7×Платиновий          | Золотий               | Золотий               | Золотий               |                       | 2×Платиновий          | 3×Золотий             | 2×Платиновий          |                       |                       |                       | 2×Платиновий          |                       | 4×Платиновий          |                       | Золотий               | Платиновий            | Золотий               |
| «Wherever I May Roam»       | 2×Платиновий          |                       |                       |                       |                       |                       |                       |                       |                       |                       |                       |                       |                       | Золотий               |                       |                       |                       |                       |
| «Sad but True»              | 2×Платиновий          |                       |                       |                       |                       |                       |                       |                       |                       |                       |                       |                       |                       | Платиновий            |                       |                       |                       |                       |
| «Until It Sleeps»           | Платиновий            |                       |                       |                       |                       |                       |                       |                       |                       |                       |                       |                       | Золотий               | Золотий               |                       | Золотий               |                       | Золотий               |
| «Hero of the Day»           | Платиновий            |                       |                       |                       |                       |                       |                       |                       |                       |                       |                       |                       |                       |                       |                       |                       |                       |                       |
| «Mama Said»                 | Золотий               |                       |                       |                       |                       |                       |                       |                       |                       |                       |                       |                       |                       |                       |                       |                       |                       |                       |
| «The Memory Remains»        | Платиновий            |                       |                       |                       |                       |                       |                       |                       |                       |                       |                       |                       |                       |                       |                       |                       |                       |                       |
| «The Unforgiven II»         | Платиновий            |                       |                       |                       |                       | Золотий               |                       |                       |                       |                       |                       |                       |                       | Золотий               |                       |                       |                       |                       |
| «Fuel»                      | 2×Платиновий          |                       |                       |                       |                       |                       |                       |                       |                       |                       |                       |                       |                       | Золотий               |                       |                       | Срібний               |                       |
| «Turn the Page»             | Платиновий            |                       |                       |                       |                       |                       |                       |                       |                       |                       |                       |                       |                       | Золотий               |                       | Золотий               |                       |                       |
| «Whiskey in the Jar»        | 2×Платиновий          |                       |                       |                       |                       | Золотий               | Золотий               | Золотий               |                       |                       |                       |                       | Золотий               | Платиновий            |                       | Золотий               | Золотий               |                       |
| «I Disappear»               |                       |                       |                       |                       |                       |                       |                       |                       | Золотий               |                       |                       |                       |                       |                       |                       | Золотий               |                       |                       |
| «St. Anger»                 | Платиновий            |                       |                       |                       |                       |                       |                       |                       |                       |                       |                       |                       |                       |                       |                       |                       |                       |                       |
| «The Day That Never Comes»  | Золотий               |                       |                       |                       |                       |                       |                       |                       |                       |                       |                       |                       |                       | Золотий               |                       |                       |                       | Золотий               |
| «The Unforgiven III»        | Золотий               |                       |                       |                       |                       |                       |                       |                       |                       |                       |                       |                       |                       |                       |                       |                       |                       |                       |
| «Hardwired»                 | Золотий               |                       |                       | Золотий               |                       |                       |                       |                       |                       |                       |                       |                       |                       |                       |                       |                       |                       |                       |

| Сингл                       | Срібний | Золотий | Платиновий | Загалом |
| --------------------------- | ------- | ------- | ---------- | ------- |
| «Seek & Destroy»            |         | 2       |            | 2       |
| «Fade to Black»             | 1       |         | 2          | 3       |
| «For Whom the Bell Tolls»   |         | 2       | 3          | 5       |
| «Creeping Death»            | 1       | 1       |            | 2       |
| «Master of Puppets»         |         | 6       | 7          | 13      |
| «Welcome Home (Sanitarium)» |         | 1       |            | 1       |
| «Battery»                   |         | 1       |            | 1       |
| «Blakened»                  |         | 1       |            | 1       |
| «One»                       |         | 3       | 6          | 9       |
| «Enter Sandman»             |         | 1       | 21         | 22      |
| «The Unforgiven»            | 1       | 5       | 4          | 10      |
| «Nothing Else Matters»      |         | 8       | 18         | 26      |
| «Wherever I May Roam»       |         | 1       | 2          | 3       |
| «Sad but True»              |         |         | 3          | 3       |
| «Until It Sleeps»           |         | 4       | 1          | 5       |
| «Hero of the Day»           |         |         | 1          | 1       |
| «Mama Said»                 |         | 1       |            | 1       |
| «The Memory Remains»        |         |         | 1          | 1       |
| «The Unforgiven II»         |         | 2       | 1          | 3       |
| «Fuel»                      | 1       | 1       | 2          | 4       |
| «Turn the Page»             |         | 2       | 1          | 3       |
| «Whiskey in the Jar»        |         | 6       | 3          | 9       |
| «I Disappear»               |         | 2       |            | 2       |
| «St. Anger»                 |         |         | 1          | 1       |
| «The Day That Never Comes»  |         | 3       |            | 3       |
| «The Unforgiven III»        |         | 1       |            | 1       |
| «Hardwired»                 |         | 2       |            | 2       |
| Загалом                     | 4       | 56      | 77         | 137     |

| Країна          | Срібний | Золотий | Платиновий | Загалом |
| --------------- | ------- | ------- | ---------- | ------- |
| Австралія       |         | 9       | 42         | 51      |
| Австрія         |         | 1       |            | 1       |
| Бельгія         |         | 1       |            | 1       |
| Бразилія        |         | 3       |            | 3       |
| Канада          |         | 1       |            | 1       |
| Данія           |         | 4       | 3          | 7       |
| Німеччина       |         | 6       | 1          | 7       |
| Іспанія         |         | 3       | 3          | 6       |
| Фінляндія       |         | 1       |            | 1       |
| Франція         |         |         | 1          | 1       |
| Греція          |         | 1       |            | 1       |
| Італія          |         | 2       | 3          | 5       |
| Норвегія        |         | 2       |            | 2       |
| Нова Зеландія   |         | 7       | 18         | 25      |
| Португалія      |         |         | 1          | 1       |
| Швеція          |         | 5       |            | 5       |
| Велика Британія | 4       | 3       | 4          | 11      |
| США             |         | 7       | 1          | 8       |
| Загалом         | 4       | 56      | 77         | 137     |

 — срібний диск;  — золотий диск;  — платиновий диск;  — мультиплатиновий диск;  — діамантовий диск.

## Продажі
Metallica продала більше ніж 125 мільйонів альбомів по всьому світу, з них понад 70,9 мільйона записів тільки в Сполучених Штатах Америки (61,7 мільйона проданих копій студійних альбомів з 1991 року, коли система Soundscan (з 2022 — Luminate) почала відстежувати цифри продажів).
| Альбом                                                        | Кількість проданих альбомів по країнах | Примітки |
| ------------------------------------------------------------- | --- | --- |
| Kill 'Em All                                                  | 4 500 000 [ 128 ] 250 000 140 000 100 000 100 000 60 000 20 000 | Дебют групи, який потрапив у Billboard 200 через три роки. Початкові продажі склали 15 000 копій. |
| Ride the Lightning                                            | 6 950 000 [ 128 ] 500 000 300 000 210 000 100 000 100 000 40 000 25 000 20 000 | До 1987 року альбом розійшовся тиражем у півмільйона копій, а через чотири десятиліття зріс до майже 7 мільйонів. |
| Master of Puppets                                             | 7 980 000 [ 128 ] 600 000 500 000 300 000 210 000 100 000 57 647 [ 88 ] 25 000 25 000 20 000 15 000 | Master of Puppets —перший альбом у стилі треш-метал що відзначився «платиновим» сертифікатом. За перші три тижні було продано 300 000 примірників. Понад 500 000 примірників було продано протягом першого року.                                                               |
| The $5.98 E.P.: Garage Days Re-Revisited                      | 1 000 000 50 000 6 000 [ 88 ] | |
| Cliff 'Em All                                                 | 400 000 | |
| 2 of One                                                      | 100 000 | |
| …And Justice for All                                          | 9 700 000 [ 128 ] 1 000 000 300 000 300 000 210 000 100 000 51 051 [ 88 ] 50 000 25 000 25 000 20 000 7 500 | Реліз був тепло зустрінутий критиками та їхніми шанувальниками, альбом на той момент став найбільш продаваним для Metallica. |
| Metallica                                                     | 17 300 000 [ 128 ] 2 000 000 1 000 000 910 000 900 000 300 000 300 000 [ 134 ] 300 000 300 000 210 000 [ 135 ] 200 000 200 000 160 000 150 000 150 000 112 856 [ 88 ] 100 000 100 000 100 000                        | П'ятий альбом зробив Metallica найпопулярнішою метал групою на планеті. Він залишається найбільш продаваним метал альбомом усіх часів із понад 30 мільйонів продажів у всьому світі (більше половини з них у Сполучених Штатах). За перший тиждень було продано 650 000 копій. |
| A Year and a Half in the Life of Metallica                    | 300 000 | |
| Live Shit: Binge & Purge                                      | 1 500 000 25 000 | Найбільш продаваний концертний відео-альбом Metallica у США. |
| Load                                                          | 5 400 000 [ 128 ] 1 250 000 400 000 350 000 300 000 200 000 100 000 100 000 100 000 100 000 100 000 64 384 [ 88 ] 60 000 50 000 50 000 50 000 31 000 [ 137 ] 25 000 15 000 5 000 3 000 2 000                         | За перший тиждень було продано 680 000 копій, що робить цей альбом найбільш продаваним за першу неділю для Metallica. |
| ReLoad                                                        | 4 480 000 [ 128 ] 1 250 000 200 000 200 000 140 000 100 000 100 000 100 000 100 000 80 000 60 000 50 000 50 000 45 271 [ 88 ] 25 000 25 000 15 000 10 000 5 000 [ 139 ]                                              | За перший тиждень було продано 435 500 копій. |
| Garage Inc.                                                   | 3 500 000 [ 128 ] 250 000 100 000 100 000 80 000 70 000 50 000 40 000 30 000 30 000 27 446 [ 88 ] 25 000 25 000 25 000 15 000                                                                                        | За перший тиждень було продано 426 500 копій. |
| Cunning Stunts                                                | 300 000 100 000 40 000 10 000 6 376 [ 88 ] 5 000 | |
| S&M                                                           | 2 500 000 [ 128 ] 750 000 300 000 300 000 210 000 200 000 100 000 100 000 100 000 100 000 80 000 75 000 60 000 50 000 50 000 30 000 30 000 23 262 [ 141 ] 22 831 [ 88 ]                                              | Продажі концертного альбому були не такими, як у їхніх попередніх студійних релізів, але все одно перевищили 2 500 000 проданих копій тільки в США. За перший тиждень було продано 300 000 копій.                                                                              |
| S&M (відеоальбом)                                             | 600 000 105 000 50 000 50 000 40 000 15 000 5 000 | Продажі концертного альбому були не такими, як у їхніх попередніх студійних релізів, але все одно перевищили 2 500 000 проданих копій тільки в США. За перший тиждень було продано 300 000 копій.                                                                              |
| Classic Album: Metallica                                      | 100 000 40 000 5 000 | |
| St. Anger                                                     | 2 000 000 [ 128 ] 400 000 200 000 140 000 100 000 100 000 100 000 60 000 50 000 40 000 40 000 40 000 40 000 35 000 35 725 [ 88 ] 30 000 30 000 25 000 20 000 20 000 20 000 10 000 2 000                              | Суперечливий альбом, записаний після відходу Джейсона Ньюстеда у непритаманному Metallica жанрі ню-метал, розійшовся 2 мільйонним тиражем (США). За перший тиждень було продано 417 000 копій.                                                                                 |
| Some Kind of Monster                                          | 50 000 | |
| The Videos 1989—2004                                          | 105 000 50 000 50 000 40 000 16 033 [ 88 ] 10 000 5 000 5 000 | |
| Death Magnetic                                                | 2 100 000 [ 128 ] 500 000 320 000 300 000 140 000 100 000 100 000 80 000 79 415 [ 88 ] 75 000 64 000 [ 144 ] 60 000 60 000 [ 145 ] 40 000 40 000 40 000 30 000 30 000 30 000 20 000 15 000 15 000 15 000 6 000 5 000 | Перший альбом, записаний із бас-гітаристом Робертом Трухільйо. У перший тиждень було продано півмільйона копій. |
| Français Pour Une Nuit                                        | 45 000 25 000 7 500 | Зроблений у Франції, альбом спочатку призначався лише для французької аудиторії, але згодом вийшов й в інших країнах. |
| Orgullo, Pasión, y Gloria: Tres Noches en la Ciudad de México | 90 000 [DVD] 60 000 [CD] 40 000 [DVD] | Спочатку був випущений лише у Латинській Америці, але згодом вийшов й в інших країнах, таких як Японія та країни Північної Європи. |
| The Big 4 Live from Sofia, Bulgaria                           | 200 000 50 000 30 000 30 000 30 000 5 000 | |
| Lulu                                                          | 280 000 [ 128 ] | Продажі експериментального альбому, записаного із лідером The Velvet Underground Лу Рідом, є найнижчими для Metallica — у США було продано 13 000 копій за перший тиждень. |
| Quebec Magnetic                                               | 50 000 30 000 15 000 10 000 | Протягом першого тижня було продано близько 14 000 копій альбому. |
| Metallica: Through the Never                                  | 100 000 [DVD] 25 000 [DVD] 15 000 10 000 | |
| Hardwired...To Self-Destruct                                  | 1 290 000 [ 128 ] 400 000 240 000 180 000 166 492 [ 149 ] 100 000 100 000 100 000 [ 102 ] 70 000 40 000 30 000 30 000 25 000 20 000 20 000 20 000 10 000 7 500 7 500 2 000                                           | За перший тиждень було продано 291 000 копій. |
| S&M2                                                          | 100 000 10 000 | Концертний запис вийшов у кінотеатрах по всьому світу та зібрав у прокаті понад 5 мільйонів доларів. Фізичний реліз дебютував із 53 000 проданих копій у США за перший тиждень .                                                                                               |
| 72 Seasons                                                    | 373 000 [ 151 ] 100 000 60 000 50 000 20 000 | За перший тиждень було продано 146 000 копій. |